# 東京立正中学校・高等学校
東京立正中学校・高等学校（とうきょうりっしょう ちゅうがっこう・こうとうがっこう）は、東京都杉並区堀ノ内二丁目にある私立中学校・高等学校。
日蓮宗の日圓山妙法寺の山主であった岡田日帰上人により創設された堀の内学園が母体となっている。中学校から入学する内部進学の生徒と高等学校から入学する外部進学の生徒が高等学校第1学年から混合クラスになる併設型中高一貫校であり、男女共学。

## 沿革
- 1926年　立正高等女学校を設立。
- 1927年　開校。
- 1937年　創立者岡田日帰上人記念講堂落成
- 1941年　立正中学校（旧制中学校）を開校。
- 1947年　立正高女・立正中学が学制改革に伴い、東京立正中学校（男子部・女子部）として認可。
- 1948年　東京立正高等学校も認可。
- 1955年　男子部を閉鎖、女子校になる。
- 1970年　光化学スモッグで生徒43名が光化学スモッグ障害を発症。
- 1993年　長野県東御市に湯の丸高原荘が完成
- 2002年　新校舎完成。男子生徒の募集を再開し、男女共学化。
- 2006年　創立80周年

## 進路
例年アドバンストコースからGMARCH、日東駒専等の難関大学に数名進学している。イノベーションコースは海外大学も視野に入れている。スタンダードコースは総合型選抜や学校推薦が大半を占めている。

## 交通
出典 : 
電車
- 東京メトロ丸ノ内線 新高円寺駅より徒歩8分

バス
| 運行事業者        | 乗車停留所 | 系統       | 下車停留所              |
| ----------------- | ---------- | ---------- | ----------------------- |
| 関東バス          | 中野駅     | 中35・中36 | 「大法寺前」、徒歩5分   |
| 関東バス          | 高円寺駅   | 高43       | 「大法寺前」、徒歩5分   |
| 関東バス 京王バス | 永福町     | 新02・高45 | 「松ノ木公園」、徒歩5分 |
| 都営バス 京王バス | 渋谷駅     | 渋66       | 「堀ノ内」、徒歩7分     |
| 都営バス          | 新宿駅西口 | 宿91       | 「堀ノ内」、徒歩7分     |

## 著名な出身者
- 高杉早苗（女優）
- 織賀邦江（女優）
- 南美川洋子（女優）
- 浮島とも子（政治家）
- 田島寧子（水泳選手・タレント）
- 鹿島瞳（水泳選手）
- 磯田順子（水泳選手）
- 瀬間友里加（プロテニス選手）
- 田辺麗圭（芸人）
- 加地春花（バレーボール選手：トヨタ車体クインシーズ）